# تود فيشر
تود فيشر (بالإنجليزية: Todd Fisher)‏ هو مهندس الصوت ومخرج وممثل أمريكي، ولد في 24 فبراير 1958 ببيفرلي هيلز في الولايات المتحدة.

## وصلات خارجية
- تود فيشر على موقع IMDb (الإنجليزية)
- تود فيشر على موقع ألو سيني (الفرنسية)
- تود فيشر على موقع أول موفي (الإنجليزية)
- تود فيشر على موقع كينوبويسك (الروسية)